# Терор (филм из 1928)
Терор (енгл. The Terror) је амерички црно-бели хорор филм Преткодовског Холивуда из 1928. године, од редитеља Харвија Гејтса и продуцента Дарила Ф. Занука, са Меј Макавој, Луизом Фазендом, Едвардом Евертом Хортоном и Алеком Б. Франсисом у главним улогама. Представља адаптацију истоимене игране представе Едгара Воласа. Други је звучни филм који је објавио студио Ворнер брос, као и први звучни хорор филм у историји.
Поред звучне постоји и нема верзија, која је 5 минута дужа због међупревода. Иако је остварио комерцијални успех зарадивши више од 1,4 милиона долара, са вишеструко мањим буџетом, до данас није сачувана ниједна копија филма због чега се сматра изгубљеним. Међутим, према тврдањама WorldCat-а постоји још једна копија филма која се налази у архиви Универзитета у Калифорнији.
Терор је премијерно приказан 6. септембра 1928. године. Изазвао је помешане реакције критичара након премијере. Шест година касније снимљен је лабави римејк, који носи наслов Повратак Терора.

## Радња
Мистериозни серијски убица познат под надимком Терор, напада у енглеској сеоској кући која је претворена у хан. Гости хана, међу којима су спиритуалсткиња, госпођа Елвери, и детектив Фердинанд Фејн, престрављени су чудним звуковима. У хану се налазе и два човека која су управо пуштена из затвора и која су се заклела на освету Терору. У ноћи хаоса одиграва се ново убиство, а идентитет Терора је откривен. 

## Улоге
| Глумац              | Улога                           |
| ------------------- | ------------------------------- |
| Меј Макавој         | Олга Редмејн                    |
| Луиза Фазенда       | госпођа Елвери, спиритуалсткиња |
| Едвард Еверт Хортон | детектив Фердинанд Фејн         |
| Алек Б. Франсис     | доктор Редмејн                  |
| Метју Бец           | Џо Конорс                       |
| Ото Хофман          | Сопи Маркс                      |
| Холмс Херберт       | госпођа Ламб                    |
| Џозеф Џерард        | надзорник Халик                 |
| Френк Остин         | Котон                           |